# کیتی رابینسون
کیتی رابینسون (انگلیسی: Katie Robinson؛ زادهٔ ۸ اوت ۲۰۰۲) بازیکن فوتبال اهل انگلستان است که در پست مهاجم برای باشگاه استون ویلا در سوپر لیگ زنان انگلستان بازی می‌کند.
وی همچنین در تیم‌های ملی فوتبال زیر ۱۷ سال زنان انگلستان, زیر ۲۳ سال زنان انگلستان و زنان انگلستان بازی کرده است.